# Wolodymyr Ischtschenko

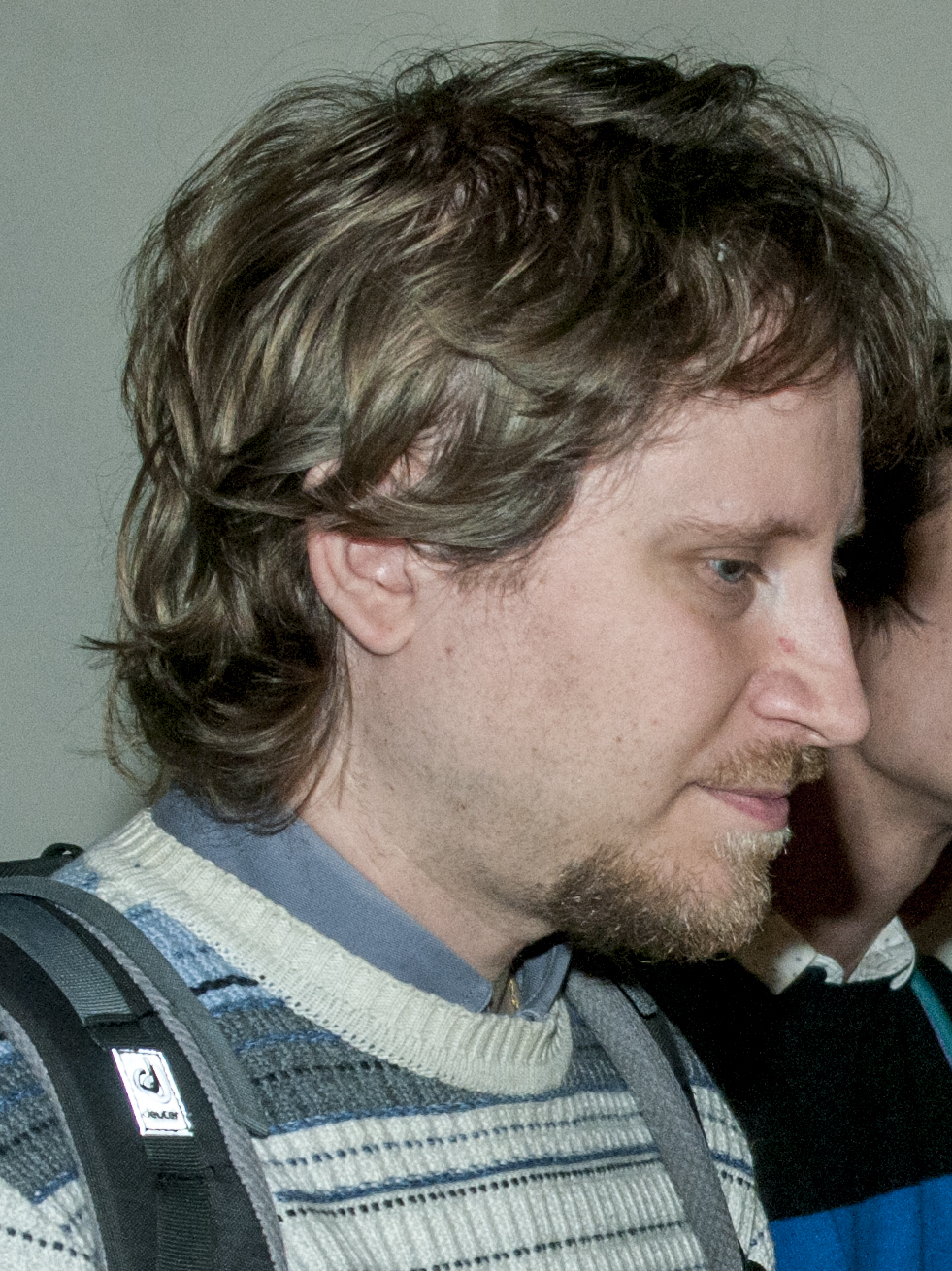
Wolodymyr Ischtschenko (2016)

Wolodymyr Ischtschenko (ukrainisch Володимир Олександрович Іщенко; russisch Владимир Александрович Ищенко; englisch Volodymyr Ishchenko; * 16. Juni 1982 in Hoschtscha) ist ein ukrainischer Soziologe mit den Forschungsschwerpunkten soziale Bewegungen, Radikalisierung und Nationalismus. Er ist wissenschaftlicher Mitarbeiter am Osteuropa-Institut der Freien Universität Berlin.

## Leben

### Ausbildung
Wolodymyr Ischtschenko studierte von 1999 bis 2003 Soziologie und Politikwissenschaften an der Nationalen Universität Kiew-Mohyla-Akademie und schloss mit dem Bachelor of Arts ab. Von Herbst 2003 bis Sommer 2004 Studium der Soziologie und sozialen Anthropologie an der Zentraleuropäischen Universität in Budapest mit Abschluss als Master of Arts bei Professor Don Kalb und Professor Dylan Riley. 2011 verteidigte er seine Dissertation zum Thema „Die Neue Linke als soziale Bewegung in einer sich wandelnden Gesellschaft: das Beispiel der Ukraine“ unter der Leitung von Professor Pavlo Kutuev an der Nationalen Taras-Schewtschenko-Universität Kiew.

### Wissenschaftliche Karriere
In Kiew unterrichtete Ishchenko in den Abteilungen für Soziologie an der Nationalen Universität Kiew-Mohyla-Akademie (2007-2015) und an der „Nationalen Technischen Universität der Ukraine "Kiewer Polytechnisches Institut Ihor Sikorskyj“ (2015-2018).
Ischtschenko gründete im September 2009 das Zentrums für Gesellschaftsforschung in Kiew (später umbenannt in CEDOS), dessen stellvertretender Direktor er bis 2014 war. 2016-2023 war er Postdoktorand und leitender Forscher des Projekts "Vergleich von Protestaktionen im sowjetischen und postsowjetischen Raum" der Forschungsstelle Osteuropa an der Universität Bremen.
Von 2019 bis 2021 war er Stipendiat der Alexander von Humboldt-Stiftung am Institut für Slavistik der Technischen Universität Dresden. Seit Dezember 2021 ist er wissenschaftlicher Mitarbeiter am Osteuropa-Institut der Freien Universität Berlin. Von Dezember 2023 bis November 2025 wird er von der Einstein Foundation für das Projekt „Lösung oder Reproduktion der politischen Repräsentationskrise? Der Fall der Euromaidan-Revolution in der Ukraine“ finanziert.
Ischtschenko ist Mitglied des internationalen Netzwerks von Wissenschaftlern zur Erforschung postsowjetischer Länder PONARS Eurasia der Universität von Washington und assoziierter Forscher am Alameda-Institut beim Projekt "Maidan-Revolutionen, der Krieg in der Ukraine und die Reaktionen der Zivilgesellschaft" (2024-2025).
Im Jahr 2024 erreichte er den höchsten Hirsch-Index-Wert aller ukrainischen Soziologen in den größten Datenbanken internationaler wissenschaftlicher Fachzeitschriften Scopus und Web of Science.

### Beitrag zur Wissenschaft
Im Jahr 2009 initiierte und leitete Ischtschenko das Projekt „Ukrainian Protest and Coercion Data“, das eine systematische Datenbank aller Protestereignisse in der Ukraine von Oktober 2009 bis Dezember 2016 erstellte. Erfasst wurden Form, Akteure, Ziele, Forderungen, Ort und Zeit der Proteste, Repressionen und Zugeständnisse als Reaktion auf die Proteste, über die rund 200 ukrainische Online-Medien berichteten. Bis 2014 arbeitete das Forschungsteam am Zentrum für Gesellschaftsforschung, danach am Zentrum für soziale und Arbeitsforschung. Die aktuellen Ergebnisse des Protestmonitorings wurden in Pressemitteilungen, analytischen Berichten, Präsentationen, populärwissenschaftlichen Artikeln und Kolumnen veröffentlicht und auf Pressekonferenzen für ukrainische Medien und Aktivist:innen vorgestellt. Eine detaillierte Analyse der „Ukrainian Protest and Coercion Data“ erschien in mehreren Fachartikeln in führenden internationalen wissenschaftlichen Zeitschriften.
Ischtschenko ist der Autor zahlreicher Studien zu Protesten, sozialen Bewegungen, Revolutionen, politischer Gewalt, radikalen Linken und Rechten, Zivilgesellschaft, Nationalismus, Euromaidan und russisch-ukrainischem Krieg. Diese Forschung bildete die Grundlage für die Entwicklung der Theorie der defizitären Revolutionen (gemeinsam mit dem russischen Soziologen Oleg Zhuravlev), die die gegenwärtige Krise der Hegemonie reproduzieren und verschärfen, auch in den postsowjetischen Ländern. Der konzeptuelle Rahmen dieser Theorie bildete die Grundlage für eine materialistische Analyse des russisch-ukrainischen Kriegs als Eskalation eines postsowjetischen Klassenkonflikts zwischen einem Bündnis aus professioneller Mittelschicht und transnationalem Kapital einerseits und politischen Kapitalisten andererseits – einer Fraktion der Kapitalistenklasse, deren größter Wettbewerbsvorteil in selektiven staatlichen Förderungen besteht.
Er war einer der ersten, die nach Beginn der großangelegten Invasion Russlands in die Ukraine den Übergang Russlands zu einer Politik des „militärischen Keynesianismus“ vorhersagten.

### Publizistische Karriere
Ischtschenko war Mitbegründer und Redakteur der Zeitschrift für Sozialkritik „Spilne“ („Commons - Journal for Social Criticism“). Er kommentiert regelmäßig politische Ereignisse in der Ukraine für The Guardian, Al Jazeera, New Left Review, Jacobin, LeftEast, Luxemburg und andere internationale Medien. Einige diese Artikel und Essays wurden in der Sammlung „Towards the Abyss: Ukraine from Maidan to War“ veröffentlicht, die 2024 beim Verlag Verso erschien.

## Positionen
Ischtschenko war ein aktiver Teilnehmer am gesellschaftlichen und politischen Leben der Ukraine. 2001 nahm er an der Protestkampagne „Ukraine ohne Kutschma“ und 2007-2010 an der Bewegung „Rettet das alte Kiew“ teil. Bis zu seiner Übersiedlung nach Deutschland im Jahr 2019 engagierte sich Ischtschenko in vielen Organisationen der Neuen Linken in Kiew, unter anderem war er Mitbegründer und aktiver Redakteur der gesellschaftskritischen Zeitschrift Spilne („Commons“).
Er unterstützte den Euromaidan nicht, beteiligte sich aber im Januar 2014 an einem Versuch, einen Streik an der Nationalen Universität Kiew-Mohyla-Akademie als Reaktion auf die repressiven Gesetze vom 16. Januar zu organisieren. Mit dem Ausbruch des Krieges in der Ostukraine nahm er eine Anti-Kriegs-Haltung ein und unterstützte keine der beiden Seiten.

## Auszeichnungen
- 2024: Zweiter Preis des Daniel Singer Preis für den Essay "Ukrainian Voices" in der New Left Review.[30][31]
- 2024: Platz 46 in der Liste "The Focal 100 - Hundert unverzichtbare Werke für das Denken unserer Zeit"[32] durch Focaall: Journal of Global and Historical Anthropology.
- 2024: Aufnahme in die Liste der 100 besten Bücher über Außenpolitik des  Quincy Institutes.[33]

## Werke (Auswahl)

### Bücher
- Towards the Abyss. Ukraine from Maidan to War. Verso Books, London 2024, ISBN 978-1-80429-554-0.

### Artikel
- Class or regional cleavage? The Russian invasion and Ukraine's 'East/West' divide. In: European Societies. Band 26, Nr. 2, 2024, S. 297–322, doi:10.1080/14616696.2023.2275589 (academia.edu).
- The Minsk Accords and the Political Weakness of the "Other Ukraine". In: Russian Politics. Band 2, Nr. 8, 2023, S. 127–146, doi:10.30965/24518921-00802002 (academia.edu).
- Ukrainian Voices? In: New Left Review, Nr. 138, 2022, S. 29–38, https://newleftreview.org/issues/ii138/articles/volodymyr-ishchenko-ukrainian-voices.
- Mit Oleg Zhuravlev: Imperialist ideology or depoliticization? Why Russian citizens support the invasion of Ukraine. In: HAU: Journal of Ethnographic Theory. Band 12, Nr. 3, 2022, S. 668–676 (academia.edu).
- Left Divergence, Right Convergence: Anarchists, Marxists, and Nationalist Polarization in the Ukrainian Conflict, 2013-2014. In: Globalizations. Band 17, Nr. 5, 2020, S. 820–839, doi:10.1080/1060586X.2020.1753460 (academia.edu).
- Mit Oleg Zhuravlev: Exclusiveness of civic nationalism: Euromaidan eventful nationalism in Ukraine. In: Post-Soviet Affairs. Band 36, Nr. 3, 2020, S. 226–245, doi:10.1080/1060586X.2020.1753460 (academia.edu).
- Insufficiently diverse: The problem of nonviolent leverage and radicalization of Maidan uprising in Ukraine. In: Journal of Eurasian Studies. Band 11, Nr. 2, 2020, doi:10.1177/1879366520928363 (academia.edu).
- Far right participation in the Ukrainian Maidan protests: an attempt of systematic estimation. In: European Politics and Society. Band 17, Nr. 4, 2016, S. 453–472, doi:10.1080/23745118.2016.1154646 (academia.edu).

- Fighting Fences vs Fighting Monuments: Politics of Memory and Protest Mobilization in Ukraine. In: Debatte: Journal of Contemporary Central and Eastern Europe. Band 19, Nr. 1–2, 2011, S. 369–395, doi:10.1080/0965156X.2011.611680 (academia.edu).

### Kapitel in Sammelbänden
- Ukraine. Communist Party of Ukraine. In: Escalona, F., Keith, D., March, L. (Hrsg.): The Palgrave Handbook of Radical Left Parties in Europe. Palgrave Macmillan, London 2023, ISBN 978-1-137-56263-0, S. 665–692, doi:10.1057/978-1-137-56264-7_23 (researchgate.net).

- Ukrainian New Left and Grassroots Social Protests: A Thorny Way to Hegemony. In: Magnus Wennerhag, Christian Fröhlich, Grzegorz Piotrowski (Hrsg.): Radical Left Movements in Europe. Routledge, London 2018, ISBN 978-0-367-20803-5, S. 211–229, doi:10.4324/9781315603483.

### Aufsätze und Memos
- Die russische Invasion und die Linke in der Ukraine. In: Zeitschrift Luxemburg. November 2023 (zeitschrift-luxemburg.de).
- Mit Ilya Matveev und Oleg Zhuravlev: Russian Military Keynesianism: Who Benefits from the War in Ukraine? In: PONARS Eurasia Policy Memo. Nr. 865, 2023 (ponarseurasia.org).
- Behind Russia’s War Is Thirty Years of Post-Soviet Class Conflict. In: Jacobin, 2022 (https://jacobin.com/2022/10/russia-ukraine-war-explanation-class-conflict).
- Mit Mihai Varga: Focusing on extremism won’t counter far-Right violence By Volodymyr Ishchenko. In: Open Democracy. 3. Dezember 2021 (opendemocracy.net).
- Mit Oleg Zhuravlev: How Maidan Revolutions Reproduce and Intensify the Post-Soviet Crisis of Political Representation. In: PONARS Eurasia Policy Memo. Band 714, 2021 (ponarseurasia.org).'
- Nationalist Radicalization Trends in Post-Euromaidan Ukraine. In: PONARS Eurasia Policy Memo. Nr. 529, Mai 2018 (ponarseurasia.org [PDF]).